# Серпокрилець канарський
Серпокрилець канарський (Apus unicolor) — вид птахів родини серпокрильцевих (Apodidae).

## Поширення
Птах розмножується на Канарських островах і Мадейрі. Трапляється на цих островах цілий рік, лише частина популяції залишає зону розмноження взимку і зимує в Північно-Західній Африці. Поширений в усіх наземних середовищах проживання островів, навіть у населених пунктах. Трапляється від рівня моря до висоти 2500 метрів. Найчисельніший в прибережних районах. Він також гніздиться на найвищій вершині Мадейри Піку-Руйву, де гніздиться на скелястих островах. На зимівлі в Марокко з'являється в районі скелястого узбережжя.

## Опис
Птах завдовжки 14–15 см. Він має короткий роздвоєний хвіст і дуже довгі загнуті назад крила, які нагадують півмісяць або бумеранг. Оперення повністю темне, за винятком невиразної блідої плями на горлі.

## Спосіб життя
Період розмноження триває з березня по серпень. Гніздиться колоніями. Гнізда знаходяться в печерах і ущелинах на крутих схилах узбережних скель, а також у внутрішніх частинах країни. Птах також розмножується під мостами та в щілинах і порожнинах будівель. Чашоподібне гніздо має виїмку глибиною один-два сантиметри і діаметром 10-12 сантиметрів. Кладка складається з двох яєць. Часто зустрічаються повторні виводки.